# 陳國星 (補習教師)
陳國星（1957年—），補教藝名陳星、陳藝、陳興，為高級中學國文補教名師，亦是作家林奕含長篇小說作品《房思琪的初戀樂園》之主要角色「李國華」的原型人物。出生於澎湖，畢業於國立臺灣大學夜間部中國文學系。曾於台灣北部的大型補習班任課。

## 爭議

### 學歷事件
陳國星在補習班的招生網頁中記載有「中山大學文學研究所」之學歷。2017年5月2日，網友Orzer於PTT八卦板表示在台灣博碩士論文系統中無法搜尋到陳國星的論文，並公開質疑其學歷的真實性。2017年5月3日國立中山大學表示，陳國星只是曾在2006年考上該校中國文學系碩士在職專班，但辦休學兩年，從來沒上過課，不算是校友，且陳國星已在2008年被該校退學。

## 新聞事件

### 遭指控與林奕含自殺有關連
2017年4月29日台灣作家林奕含自殺後，林奕含父母林炳煌、賴嘉芳發聲明指其女兒就是其著作《房思琪的初戀樂園》中的主角，是因遭補習班老師誘姦導致憂鬱症而自殺，並尚有其他二名被害者，其中一名甚至被黑道恐嚇、強拍裸照，惟林奕含父母數次表明不願對陳星提告，且拒絕提供其女兒生前所遺留之個人日記、手札文件與電腦等相關資料予檢察官。
2017年5月1日檢察官因接獲數人告發而開始偵辦，經陳國星同意由檢察事務官搜索其住處帶回相關證物解析。。2017年8月22日，台南地檢署調查林奕含醫療紀錄、小書原稿、閨密證詞、遺書後認定，不存在有證明犯罪的具體事證，雙方是「兩情相悅」、一般男女之正常交往，全案不起訴。且調查期間未有其他人前來報案，臺南市警察局及家庭暴力暨性侵害防治中心均無任何相關報案紀錄。職權聲請再議部份2017年9月6日台灣高等法院台南分院檢察署審議維持原處分，全案不起訴確定。
林奕含罹患精神疾病的時間點，根據2017年1月9日其親自受訪的報導，談到她於高二16歲（2007年）即固定到精神科接受診療、並每週2次從台南到台北看診，還差一點因為缺席太多而無法畢業，且檢察官調查自殺原因時所查扣資料中可見2008年12月在台大就醫病歷，易言之最遲在此之前就罹患精神方面的疾病是可以被確定的。另外，檢察官調查案件時亦調閱雙方2008年1月至2009年12月的通聯紀錄，發現雙方第一次有接觸的時間是2009年5月29號，故林奕含罹患精神疾病是在他們交往前。

### 前往中國大陸開課
2018年3月，陈星与福州一飞教育培训学校展開交流，交流结束后，陈星以陳藝為名在一飞教育培训学校开通“陈艺国文課堂”的网路师资培训平台，直播教授《乱句重组技巧》、《古诗文概说》等課程。2019年4月，陳星在福州開設課程的消息遭到中國大陸新浪微博網友曝光，引發輿論爭議。福州市教育局聞訊後介入調查，要求福州一飞外语学校关闭“陈艺国文”的网络师资培训平台，并强调“对师风、师德问题采取零容忍态度”。

### 向政治人物求償
2019年12月2日，因不滿民進黨籍立法委員林俊憲開記者會，質疑陳國星擔任負責人的日創社文化公司不符招標規範卻得標政府標案，懷疑「官商勾結」，法務部廉政署介入查無具體事證結案。陳國星不滿林俊憲、徐筱蘋損害公司商譽及他的名譽，提告求償新臺幣800萬元，臺北地方法院判陳國星敗訴，林、徐免賠，可上訴。